# Синёв, Яков Михайлович
Я́ков Миха́йлович Синёв (1912—1943) — красноармеец Рабоче-крестьянской Красной армии, участник Великой Отечественной войны, Герой Советского Союза (1943).

## Биография
Яков Синёв родился в 1912 году в деревне Шумиловка (ныне — Инжавинский район Тамбовской области). После окончания неполной средней школы работал сначала в колхозе, затем на стройках в городах Сумгаит и Баку Азербайджанской ССР. В 1933—1936 годах служил в органах НКВД СССР. В 1941 году Синёв был призван на службу в Рабоче-крестьянскую Красную Армию и направлен на фронт Великой Отечественной войны. К апрелю 1943 года гвардии красноармеец Яков Синёв был автоматчиком отдельного батальона автоматчиков 9-й гвардейской стрелковой бригады 56-й армии Северо-Кавказского фронта. Отличился во время боёв за станицу Крымская (ныне — город Крымск в Краснодарском крае).
17 апреля 1943 года Синёв забросал гранатами огонь одного из двух дзотов, мешавших продвижению его роты вперёд, а затем закрыл собой амбразуру второго, ценой своей жизни обеспечив успех подразделения. Похоронен в братской могиле в Крымске.
Указом Президиума Верховного Совета СССР от 25 октября 1943 года за «мужество и героизм, проявленные в боях» гвардии красноармеец Яков Синёв посмертно был удостоен высокого звания Героя Советского Союза. Также был награждён орденом Ленина и медалью. Навечно зачислен в списки личного состава воинской части.
В честь Синёва названы улицы в Крымске, Шумиловке, Сумгаите, Инжавино и Тамбове.